# Acanthurus tennentii
Acanthurus tennentii Günther, 1861 è un pesce osseo marino appartenente alla famiglia Acanthuridae.

## Distribuzione e habitat
L'areale comprende le regioni tropicali dell'Oceano Indiano tra le coste occidentali africane, lo Sri Lanka e l'Indonesia meridionale (Bali). È assente dal Mar Rosso.
Vive sia nelle lagune degli atolli che lungo le pareti esterne delle barriere coralline. Si può trovare spesso nei passaggi con fondo sabbioso o fangoso tra la laguna e la barriera. Il range batimetrico in cui si può incontrare va da 1 a 40 metri.

## Descrizione
Questa specie, come gli altri Acanthurus, ha corpo ovale, compresso lateralmente, e bocca piccola; sul peduncolo caudale è presente una spina mobile molto tagliente. La pinna dorsale è unica e piuttosto lunga, di altezza uniforme. La pinna anale è simile ma più corta. La pinna caudale è lunata, con lobi appuntiti. La colorazione è in genere grigio bluastra o brunastra sempre con riflessi blu ma in alcuni individui può essere quasi completamente nera. Una caratteristica tipica della specie è una macchia nera sopra l'inserzione delle pinne pettorali: questa macchia ha di solito una forma di ferro di cavallo nei giovanili fino a 12 centimetri mentre si suddivide in due linee curve subparallele negli adulti. La pinna caudale è bordata di bianco nella parte posteriore. La spina sul peduncolo caudale è circondata da una macchia nera ovale con un bordo blu. I giovanili sono giallo vivo con occhi scuri.
Raggiunge i 31 cm ma la taglia comune è di circa 25 cm.

## Biologia
Vive solitario o in gruppetti, talvolta forma aggregazioni sparse di maggior consistenza.

### Alimentazione
Si nutre di alghe bentoniche.

### Riproduzione
A Bali (unica area di simpatria) si ibrida con Acanthurus olivaceus.

## Pesca
Viene catturato con reti e nasse sia per il consumo che per l'uso in acquariofilia. Il suo consumo ha provocato casi di ciguatera.

## Acquariofilia
È presente sul mercato acquariofilo.

## Conservazione
Questa specie ha un vasto areale in cui le popolazioni sembrano abbondanti e ben distribuite. Viene sfruttato dalla pesca e dalla cattura di esemplari per il mercato acquariofilo ma non si tratta di un prelievo consistente. Solo in Kenya pare che alcune popolazioni soffrano di una moderata sovrapesca. In futuro la perdita di superficie delle barriere coralline potrebbe avere conseguenze dannose su questa specie, così come su migliaia di altre.